# Festival de Cine de España de Toulouse

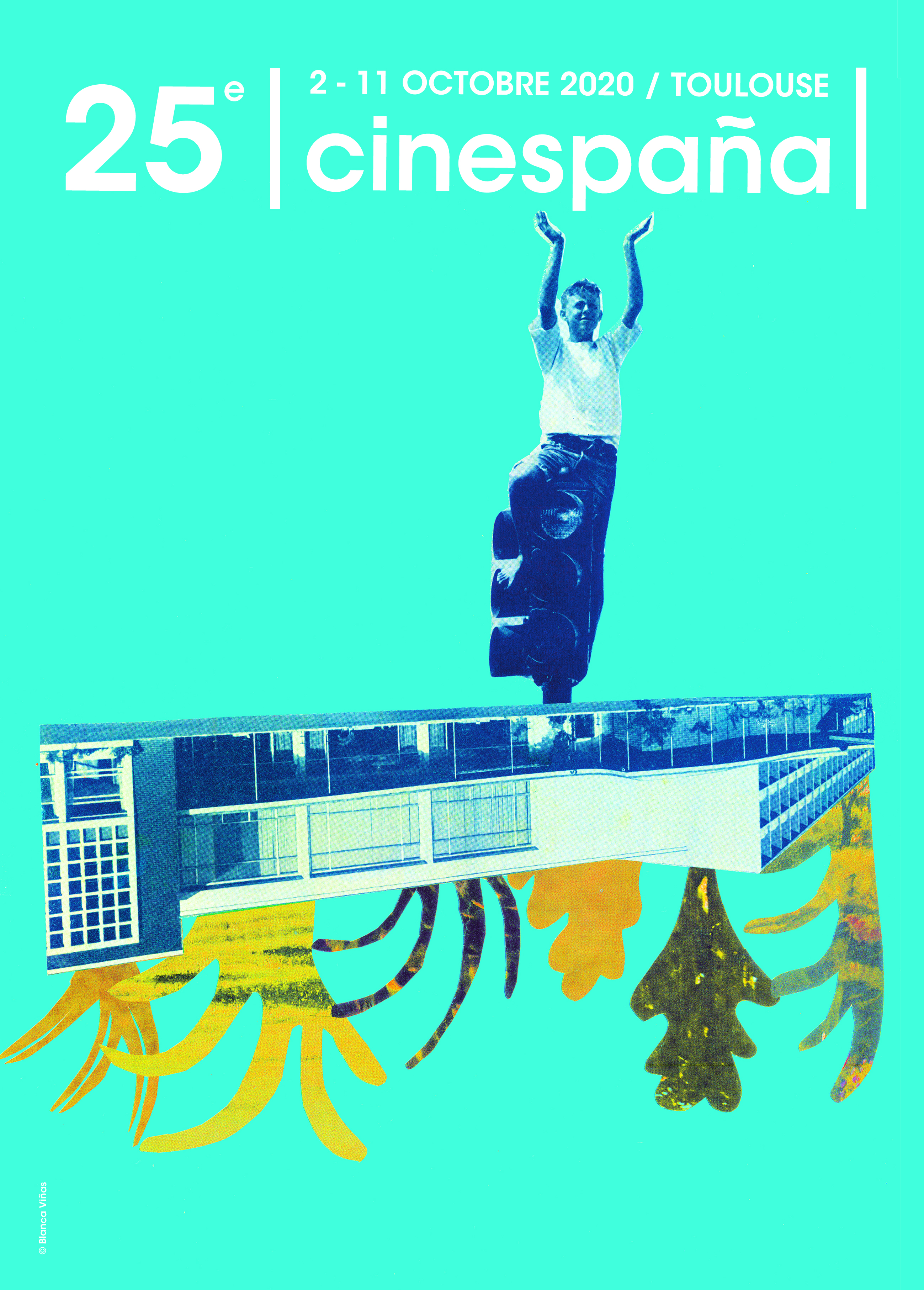
Cartel del 25º Festival de Cine Español de Toulouse - Cinespaña 2020.

El Festival Cinespaña (o Festival de Cine Español de Toulouse) es un festival dedicado al cine español nacido en 1996. Se celebra anualmente durante el mes de octubre. En 2021 se celebra la 26a edición.

## Historia y trayectoria
En 1992, Bernard Durand funda la asociación AFICH, organizadora del festival cinematográfico de historia "Les Écrans de l’Histoire". La edición de 1996 se consagró a la guerra de España en el cine. Durante un contacto con cineastas españoles sobre la riqueza de la cinematografía española contemporánea les proponen presentar las películas más recientes. Animada por el éxito de la primera edición la asociación decide cambiar la orientación del festival y transformarlo en un escaparate anual del cine español.
El festival está inicialmente apoyado por Instituto de Cinematografía y de las Artes Audiovisuales y posteriormente se suman otros apoyos como el del Ministerio de Cultura de España o el Instituto Cervantes. 

## Galardones
El máximo galardón es el Violeta de Oro entre los mejores largometrajes inéditos en Francia. Dotado por el ayuntamiento de Toulouse de 6.000 Euros repartidos entre la persona que dirige la película y una ayuda a la distribución en las salas francesas. Atribuido por un jurado profesional compuesto por cinco personalidades del cine francés.
El festival también destaca la mejor dirección, la mejor interpretación femenina y masculina, la mejor música, la mejor fotografía y el mejor guion.
Existe la distinción especial del Premio del Público.